# Hermann Doergens
Hermann Doergens (* 1832 in Elberfeld; † 1879) war ein deutscher Historiker.

## Leben
Als Sohn eines Anstreichers in Elberfeld geboren, legte er 1853 sein Abitur am Gymnasium in seiner Heimatstadt ab und studierte anschließend Philologie. 1861 habilitierte er sich mit der in Heidelberg erschienenen Schrift Andeutungen zu einer Geschichte und Beurteilung der Lehre von den Universalien. Seit 1868 ging er in Heidelberg einer Lehrtätigkeit an der dortigen Universität nach. In Leipzig erschienen von ihm Mitte und Ende des 19. Jahrhunderts einige historische Werke und er war als Autor in der Bunsenbibliothek zu finden.

## Schriften
- Ueber Suetons Werk De viris illustribus. Eine philologische Studie. Verlag der Dyk’schen Buchhandlung, Leipzig 1857, books.google.de
- Lebensbeschreibungen beruemter Römer. Leipzig 1863
- Aristoteles; Oder über das Gesetz der Geschichte. C.F. Winter, Leipzig 1872, archive.org
- Die Nationalitäten. Uebersicht und Ergebnisse, der aus ihrem Antheile hervorgegangenen staatspolitischen Entwicklung Europas. C. F. Winter, 1878
- Der hl. Basilius und die klassischen Studien. Leipzig 1857[4]